# Grand Prix automobile de Mosport 2011
Navigation
Édition précédente Édition suivante
Le Grand Prix de Mosport 2011 (2011 Mobil 1 presents the Grand Prix of Mosport), disputé sur le 24 juillet 2011 sur le Canadian Tire Motorsport Park est la quatrième manche de l'American Le Mans Series 2011 et la 29e édition du Grand Prix de Mosport.

## Qualifications
| Pos. | Classe | N° | Écurie                          | Pilote               | Temps          | Grille |
| 1    | LMP1   | 6  | Muscle Milk Aston Martin Racing | Klaus Graf           | 1 min 08 s 679 | 1      |
| 2    | LMP1   | 16 | Dyson Racing Team               | Chris Dyson          | 1 min 09 s 044 | 2      |
| 3    | LMP1   | 20 | Oryx Dyson Racing               | Steven Kane          | 1 min 09 s 078 | 3      |
| 4    | LMPC   | 89 | Intersport Racing (en)          | Kyle Marcelli        | 1 min 11 s 331 | 4      |
| 5    | LMPC   | 06 | CORE Autosport                  | Gunnar Jeannette     | 1 min 11 s 946 | 5      |
| 6    | LMPC   | 37 | Intersport Racing (en)          | Jon Field            | 1 min 12 s 252 | 6      |
| 7    | LMPC   | 05 | CORE Autosport                  | Frankie Montecalvo   | 1 min 12 s 827 | 7      |
| 8    | LMP1   | 12 | Autocon                         | Tony Burgess         | 1 min 12 s 839 | 8      |
| 9    | LMPC   | 18 | Performance Tech Motorsports    | Anthony Nicolosi     | 1 min 13 s 049 | 9      |
| 10   | LMPC   | 63 | Genoa Racing                    | Eric Lux             | 1 min 13 s 085 | 10     |
| 11   | GT     | 56 | BMW Team RLL                    | Dirk Müller          | 1 min 17 s 083 | 11     |
| 12   | GT     | 55 | BMW Team RLL                    | Bill Auberlen        | 1 min 17 s 142 | 12     |
| 13   | GT     | 45 | Flying Lizard Motorsports       | Jörg Bergmeister     | 1 min 17 s 312 | 13     |
| 14   | GT     | 01 | Extreme Speed Motorsports       | Scott Sharp          | 1 min 17 s 511 | 14     |
| 15   | GT     | 62 | Risi Competizione               | Toni Vilander        | 1 min 17 s 543 | 15     |
| 16   | GT     | 4  | Corvette Racing                 | Jan Magnussen        | 1 min 17 s 580 | 16     |
| 17   | GT     | 17 | Team Falken Tire (en)           | Wolf Henzler         | 1 min 17 s 964 | 17     |
| 18   | GT     | 3  | Corvette Racing                 | Olivier Beretta      | 1 min 17 s 997 | 18     |
| 19   | GT     | 04 | Robertson Racing                | David Murry          | 1 min 18 s 847 | 19     |
| 20   | UNC    | 50 | Panoz Racing                    | Ian James            | 1 min 19 s 243 | 20     |
| 21   | GT     | 98 | Jaguar RSR                      | Rocky Moran Jr. (en) | 1 min 19 s 302 | 21     |
| 22   | GT     | 48 | Paul Miller Racing              | Bryce Miller         | 1 min 20 s 377 | 22     |
| 23   | GT     | 02 | Extreme Speed Motorsports       | Ed Brown             | 1 min 21 s 051 | 23     |
| 24   | GT     | 99 | JaguarRSR                       | Ken Wilden           | 1 min 22 s 653 | 31     |
| 25   | GT     | 44 | Flying Lizard Motorsports       | Seth Neiman          | 1 min 22 s 693 | 24     |
| 26   | GTC    | 54 | Black Swan Racing               | Damien Faulkner      | 1 min 22 s 861 | 25     |
| 27   | GTC    | 66 | TRG                             | Spencer Pumpelly     | 1 min 22 s 939 | 26     |
| 28   | GTC    | 11 | JDX Racing                      | Nick Ham             | 1 min 23 s 448 | 27     |
| 29   | GT     | 40 | Robertson Racing                | Andrea Robertson     | 1 min 23 s 530 | 28     |
| 30   | GTC    | 23 | Alex Job Racing                 | Brian Wong           | 1 min 23 s 787 | 29     |
| 31   | GTC    | 68 | TRG                             | Dion von Moltke      | 1 min 23 s 825 | 30     |

## Course
Voici le classement provisoire au terme de la course.

- Les vainqueurs de chaque catégorie sont signalés par un fond jauni.
- Pour la colonne Pneus, il faut passer le curseur au-dessus du modèle pour connaître le manufacturier de pneumatiques.

| Pos    | Classe | N° | Écurie                          | Pilotes                               | Châssis                                 | Pneus | Tours |
| Pos    | Classe | N° | Écurie                          | Pilotes                               | Moteur                                  | Pneus | Tours |
| ------ | ------ | -- | ------------------------------- | ------------------------------------- | --------------------------------------- | ----- | ----- |
| 1      | LMP1   | 6  | Muscle Milk Aston Martin Racing | Klaus Graf Lucas Luhr                 | Lola-Aston Martin B08/62                | M     | 129   |
| 1      | LMP1   | 6  | Muscle Milk Aston Martin Racing | Klaus Graf Lucas Luhr                 | Aston Martin 6.0 L V12                  | M     | 129   |
| 2      | LMP1   | 16 | Dyson Racing Team               | Chris Dyson Guy Smith                 | Lola B09/86                             | D     | 129   |
| 2      | LMP1   | 16 | Dyson Racing Team               | Chris Dyson Guy Smith                 | Mazda MZR-R 2.0 L I4 Turbo (Isobutanol) | D     | 129   |
| 3      | LMP1   | 20 | Oryx Dyson Racing               | Humaid Al Masaood Steven Kane         | Lola B09/86                             | D     | 127   |
| 3      | LMP1   | 20 | Oryx Dyson Racing               | Humaid Al Masaood Steven Kane         | Mazda MZR-R 2.0 L I4 Turbo (Isobutanol) | D     | 127   |
| 4      | LMPC   | 06 | CORE Autosport                  | Gunnar Jeannette Ricardo González     | Oreca FLM09                             | M     | 125   |
| 4      | LMPC   | 06 | CORE Autosport                  | Gunnar Jeannette Ricardo González     | Chevrolet LS3 6.2 L V8                  | M     | 125   |
| 5      | LMPC   | 05 | CORE Autosport                  | Jon Bennett Frankie Montecalvo        | Oreca FLM09                             | M     | 123   |
| 5      | LMPC   | 05 | CORE Autosport                  | Jon Bennett Frankie Montecalvo        | Chevrolet LS3 6.2 L V8                  | M     | 123   |
| 6      | LMPC   | 63 | Genoa Racing                    | Eric Lux Christian Zugel              | Oreca FLM09                             | M     | 123   |
| 6      | LMPC   | 63 | Genoa Racing                    | Eric Lux Christian Zugel              | Chevrolet LS3 6.2 L V8                  | M     | 123   |
| 7      | LMPC   | 37 | Intersport Racing (en)          | Jon Field Ricardo Vera                | Oreca FLM09                             | M     | 122   |
| 7      | LMPC   | 37 | Intersport Racing (en)          | Jon Field Ricardo Vera                | Chevrolet LS3 6.2 L V8                  | M     | 122   |
| 8      | GT     | 4  | Corvette Racing                 | Oliver Gavin Jan Magnussen            | Chevrolet Corvette C6.R                 | M     | 121   |
| 8      | GT     | 4  | Corvette Racing                 | Oliver Gavin Jan Magnussen            | Chevrolet 5.5 L V8                      | M     | 121   |
| 9      | GT     | 62 | Risi Competizione               | Jaime Melo Toni Vilander              | Ferrari 458 Italia GT2                  | M     | 121   |
| 9      | GT     | 62 | Risi Competizione               | Jaime Melo Toni Vilander              | Ferrari 4.5 L V8                        | M     | 121   |
| 10     | GT     | 55 | BMW Team RLL                    | Bill Auberlen Dirk Werner             | BMW M3 GT2                              | D     | 121   |
| 10     | GT     | 55 | BMW Team RLL                    | Bill Auberlen Dirk Werner             | BMW 4.0 L V8                            | D     | 121   |
| 11     | GT     | 56 | BMW Team RLL                    | Dirk Müller Joey Hand                 | BMW M3 GT2                              | D     | 121   |
| 11     | GT     | 56 | BMW Team RLL                    | Dirk Müller Joey Hand                 | BMW 4.0 L V8                            | D     | 121   |
| 12     | GT     | 17 | Team Falken Tire (en)           | Wolf Henzler Bryan Sellers            | Porsche 911 GT3 RSR                     | F     | 120   |
| 12     | GT     | 17 | Team Falken Tire (en)           | Wolf Henzler Bryan Sellers            | Porsche 4.0 L Flat-6                    | F     | 120   |
| 13     | LMPC   | 18 | Performance Tech Motorsports    | Anthony Nicolosi Jarrett Boon         | Oreca FLM09                             | M     | 119   |
| 13     | LMPC   | 18 | Performance Tech Motorsports    | Anthony Nicolosi Jarrett Boon         | Chevrolet LS3 6.2 L V8                  | M     | 119   |
| 14     | GT     | 3  | Corvette Racing                 | Olivier Beretta Tommy Milner          | Chevrolet Corvette C6.R                 | M     | 119   |
| 14     | GT     | 3  | Corvette Racing                 | Olivier Beretta Tommy Milner          | Chevrolet 5.5 L V8                      | M     | 119   |
| 15     | GT     | 04 | Robertson Racing                | David Murry Anthony Lazzaro           | Ford GT-R Mk.VII                        | M     | 119   |
| 15     | GT     | 04 | Robertson Racing                | David Murry Anthony Lazzaro           | Élan 5.0 L V8                           | M     | 119   |
| 16     | GT     | 44 | Flying Lizard Motorsports       | Seth Neiman Marco Holzer              | Porsche 911 GT3 RSR                     | M     | 118   |
| 16     | GT     | 44 | Flying Lizard Motorsports       | Seth Neiman Marco Holzer              | Porsche 4.0 L Flat-6                    | M     | 118   |
| 17     | UNC    | 50 | Panoz Racing                    | Ian James Edward Sandström            | Panoz Abruzzi                           | M     | 117   |
| 17     | UNC    | 50 | Panoz Racing                    | Ian James Edward Sandström            | Chevrolet 6.5 L V8                      | M     | 117   |
| 18     | GT     | 01 | Extreme Speed Motorsports       | Scott Sharp Johannes van Overbeek     | Ferrari 458 Italia GT2                  | M     | 117   |
| 18     | GT     | 01 | Extreme Speed Motorsports       | Scott Sharp Johannes van Overbeek     | Ferrari 4.5 L V8                        | M     | 117   |
| 19     | GT     | 48 | Paul Miller Racing              | Bryce Miller Sascha Maassen           | Porsche 911 GT3 RSR                     | Y     | 117   |
| 19     | GT     | 48 | Paul Miller Racing              | Bryce Miller Sascha Maassen           | Porsche 4.0 L Flat-6                    | Y     | 117   |
| 20     | GT     | 98 | Jaguar RSR                      | P. J. Jones (en) Rocky Moran Jr. (en) | Jaguar XKR GT                           | D     | 116   |
| 20     | GT     | 98 | Jaguar RSR                      | P. J. Jones (en) Rocky Moran Jr. (en) | Jaguar 5.0 L V8                         | D     | 116   |
| 21     | GT     | 45 | Flying Lizard Motorsports       | Jörg Bergmeister Patrick Long         | Porsche 911 GT3 RSR                     | M     | 113   |
| 21     | GT     | 45 | Flying Lizard Motorsports       | Jörg Bergmeister Patrick Long         | Porsche 4.0 L Flat-6                    | M     | 113   |
| 22     | GTC    | 66 | TRG                             | Duncan Ende (en) Spencer Pumpelly     | Porsche 911 GT3 Cup                     | Y     | 112   |
| 22     | GTC    | 66 | TRG                             | Duncan Ende (en) Spencer Pumpelly     | Porsche 4.0 L Flat-6                    | Y     | 112   |
| 23     | GTC    | 68 | TRG                             | Dion von Moltke Marc Bunting          | Porsche 911 GT3 Cup                     | Y     | 112   |
| 23     | GTC    | 68 | TRG                             | Dion von Moltke Marc Bunting          | Porsche 4.0 L Flat-6                    | Y     | 112   |
| 24     | GT     | 02 | Extreme Speed Motorsports       | Ed Brown Guy Cosmo                    | Ferrari 458 Italia GT2                  | M     | 112   |
| 24     | GT     | 02 | Extreme Speed Motorsports       | Ed Brown Guy Cosmo                    | Ferrari 4.5 L V8                        | M     | 112   |
| 25     | GTC    | 54 | Black Swan Racing               | Tim Pappas Damien Faulkner            | Porsche 911 GT3 Cup                     | Y     | 111   |
| 25     | GTC    | 54 | Black Swan Racing               | Tim Pappas Damien Faulkner            | Porsche 4.0 L Flat-6                    | Y     | 111   |
| 26     | GTC    | 23 | Alex Job Racing                 | Bill Sweedler Brian Wong              | Porsche 911 GT3 Cup                     | Y     | 111   |
| 26     | GTC    | 23 | Alex Job Racing                 | Bill Sweedler Brian Wong              | Porsche 4.0 L Flat-6                    | Y     | 111   |
| 27     | GTC    | 11 | JDX Racing                      | Nick Ham Chris Cumming                | Porsche 911 GT3 Cup                     | Y     | 111   |
| 27     | GTC    | 11 | JDX Racing                      | Nick Ham Chris Cumming                | Porsche 4.0 L Flat-6                    | Y     | 111   |
| 28     | GT     | 40 | Robertson Racing                | David Robertson Andrea Robertson      | Ford GT-R Mk.VII                        | M     | 109   |
| 28     | GT     | 40 | Robertson Racing                | David Robertson Andrea Robertson      | Élan 5.0 L V8                           | M     | 109   |
| 29     | GT     | 99 | Jaguar RSR                      | Bruno Junqueira Kenny Wilden          | Jaguar XKR GT                           | D     | 97    |
| 29     | GT     | 99 | Jaguar RSR                      | Bruno Junqueira Kenny Wilden          | Jaguar 5.0 L V8                         | D     | 97    |
| 30 DNF | LMPC   | 89 | Intersport Racing (en)          | Kyle Marcelli Chapman Ducote          | Oreca FLM09                             | M     | 48    |
| 30 DNF | LMPC   | 89 | Intersport Racing (en)          | Kyle Marcelli Chapman Ducote          | Chevrolet LS3 6.2 L V8                  | M     | 48    |
| 31 DNF | LMP1   | 12 | Autocon                         | Tony Burgess Chris McMurry            | Lola B06/10                             | D     | 39    |
| 31 DNF | LMP1   | 12 | Autocon                         | Tony Burgess Chris McMurry            | AER P32C 4.0 L V8 Turbo (Isobutanol)    | D     | 39    |